# Agentengesetz
Als Agentengesetz werden verschiedene nationale Gesetze bezeichnet, die für nicht-kommerzielle Nichtregierungsorganisationen, die politische Tätigkeiten ausüben oder finanzieren und zugleich Zuwendungen aus dem Ausland erhalten, eine Kennzeichnung als „ausländischer Agent“ vorsehen. Während einige dieser Gesetze darauf ausgerichtet sind, ausländische Spionage oder Lobbyismus einzuschränken, werden andere zur Gängelung kritischer Stimmen und der Ausschaltung von zivilgesellschaftlichen Organisationen genutzt. Die Zahl von Ländern mit derartigen Gesetzen hat seit den 2000er Jahren deutlich zugenommen.

## Georgien
Im März 2023 hatte die georgische Regierung einen Gesetzentwurf über die Einführung eines Registers für ausländische Agenten nach Protesten der Zivilbevölkerung zurückgezogen. In Georgien wurde im Mai 2024 ein „Agentengesetz“ verabschiedet. Die USA, die EU und die NATO kritisieren das Gesetz. Die Präsidentin Georgiens legte im Mai 2024 ihr Veto gegen das Gesetz ein. Dieses kann aber durch das Parlament ausgehebelt werden.

## Kirgistan
Das „Gesetz über ausländische Vertreter“ in Kirgistan, das im April 2024 in Kraft trat, wird ebenfalls als Agentengesetz bezeichnet.

## Nicaragua
In Nicaragua existiert seit dem Jahr 2020 ein Gesetz über ausländische Agenten.

## Russland
In Russland wurde mit der Novellierung des im Jahre 1996 erlassenen Gesetzes „Über nicht-kommerzielle Organisationen“ (NKO) im Jahr 2012 ein Register für NKO geschaffen, die die Funktion eines „ausländischen Agenten“ erfüllen. Für die Einstufung als ausländischer Agent reicht die Feststellung, dass eine Spende aus dem Ausland kam und die Organisation in Russland tätig war; eine Verbindung zwischen Spende und Tätigkeit muss dabei nicht dargelegt werden.

## Ungarn
Als Agentengesetz wurde auch ein im Jahr 2017 in Ungarn verabschiedetes Gesetz bezeichnet, das sich gegen aus dem Ausland mitfinanzierte NGO richtete; dieses Gesetz musste zurückgezogen werden. Im Dezember 2023 wurde in Ungarn ein Gesetz zur Verteidigung der nationalen Souveränität verabschiedet. Demnach soll eine Behörde solche Organisationen identifizieren und ausforschen, die Mittel aus dem Ausland bekommen und den Wählerwillen beeinflussen.

## Vereinigte Staaten (USA)
In den Vereinigten Staaten existiert das Foreign Agents Registration Act (FARA) von 1938, das für in den USA politisch oder wirtschaftlich für ausländische Rechtspersonen tätige Personen vorschreibt, diese Tätigkeit zu dokumentieren. Das FARA stuft nur als ausländischen Agent ein, wenn Beweise vorliegen, dass der Verein die aus dem Ausland erhaltene Zuwendung im Auftrag und Sinne des Spenders für politische Tätigkeiten genutzt hat. In russischer Darstellung wird FARA oft als Vorbild des russischen „Agentengesetzes“ hingestellt. Das russische Gesetz verlangt die Registrierung aller regierungsunabhängigen politischen Aktivitäten ausländischer Akteure, inzwischen auch ohne „ausländische Finanzierung“, wodurch die Kontrolle insbesondere seit der Auseinandersetzung mit der Ukraine, verstärkt wurde.
Das FARA zielt vor allem auf Transparenz. Außerdem muss das amerikanische Justizministerium Beweise der Einstufung liefern, in Russland müssen die eingestuften Organisationen allenfalls Gegenteiliges beweisen.